# پراپر
پراپر نام یکی از محله‌های قدیمی و اصلی آذرشهر در آذر بایجانشرقی است که دارای یک میدان اصلی و یک راسته می‌باشد ساکنین این محل غالباً متدین و متعصب به علی واهل بیتش می‌باشند چنانچه روی دیوار مسجد پراپر سنگ مقدسی نصب شده که اثر کف دست بر روی آن نمایان بوده که منتسب به علی می‌باشد و با نام علی پنجسی (پنجه علی) مشهور و متبرک است مسجد پراپر واقع در میدان پراپر قدمتی چند صد ساله دارد که البته اخیراً بازسازی شده‌است همچنین چنار پراپر یکی از شگفتی‌های گمنام ایران می‌باشد که می‌توان گفت قدمتی بالای هزار سال دارد و در موزه آذربایجان نیز به این واقعیت اشاره شده با وجود آثار سوختگی در داخل این چنار مردم هر ساله شاهد سر سبزی این چنار هستند.